# Katya Santos
Katya Santos é uma atriz filipina.

## Filmografia

### Televisão
| Ano       | Título                       | Papel           | Emissora    |
| --------- | ---------------------------- | --------------- | ----------- |
| 1996      | Anna Karenina                | Carla           | GMA Network |
| 1999–2001 | May Bukas Pa                 | Tricia          | IBC/RPN     |
| 2003–05   | Magandang Tanghali Bayan     | Ela mesma       | ABS-CBN     |
| 2005      | Yes, Yes Show!               | Ela mesma       | ABS-CBN     |
| 2006      | Now and Forever: Dangal      | Ivanna          | GMA Network |
| 2009      | Cool Center                  | Guest           | GMA Network |
| 2010–11   | Juanita Banana               | Margaux Mamaril | ABS-CBN     |
| 2011      | Maalaala Mo Kaya: TV         | Irene           | ABS-CBN     |
| 2011      | María la del Barrio          | Cha-Cha         | ABS-CBN     |
| 2012      | Mundo Man ay Magunaw         | Young Lani      | ABS-CBN     |
| 2012      | Wansapanataym: Da Revengers  | Elsa            | ABS-CBN     |
| 2013      | Wansapanataym: Nicolas Layas | Belen           | ABS-CBN     |
| 2013      | Little Champ                 | —               | ABS-CBN     |

### Cinema
| Ano  | Título                              | Papel                 |
| ---- | ----------------------------------- | --------------------- |
| 1994 | Eat All You Can                     |                       |
| 1996 | Ang TV: The Movie                   |                       |
| 1996 | Aringkingking                       | Rosario               |
| 1997 | Wala Na Bang Pag-Ibig?              |                       |
| 1998 | Ang Lahat Ng Ito'y Para Sa'yo       |                       |
| 1999 | Honey My Love So Sweet              |                       |
| 1999 | Ikaw Lamang                         |                       |
| 1999 | Sinaksak mo ang puso ko (michael V) | Cynthia               |
| 2000 | Kailangan Ko'y Ikaw                 |                       |
| 2001 | Radyo                               |                       |
| 2003 | Sukdulan                            | Elaine                |
| 2003 | Sex Drive                           | Sheila                |
| 2004 | Keka                                | Francesca 'Keka' Jose |
| 2010 | Working Girls                       | Amy                   |